# Sekoma
Sekoma is een dorp in het district Southern in Botswana. De plaats telt 1190 inwoners (2011).